# Ел Серо (Њу Мексико)
Ел Серо (енгл. El Cerro) насељено је место без административног статуса у америчкој савезној држави Њу Мексико.

## Демографија
По попису из 2010. године број становника је 2.953.
| Група             | 2000.    | 2010.         |
| Белци             | 0 (0,0%) | 1.313 (44,5%) |
| Афроамериканци    | 0 (0,0%) | 16 (0,5%)     |
| Азијати           | 0 (0,0%) | 15 (0,5%)     |
| Хиспаноамериканци | 0 (0,0%) | 1.559 (52,8%) |
| Укупно            | 0        | 2.953         |